# زبان‌های کردفانی
زبان‌های کردفانی یک گروه زبانی جغرافیایی متشکل از پنج گروه زبان در کوه‌های نوبه در کردفان سودان شامل زبان‌های تالودی-هیبی، لافوفا، راشاد، کاتلا و کادو هستند. چهار گروه اول از خانواده نیجر-کنگو و کادو امروزه به عنوان یکی از اعضای خانواده نیلوصحرایی هستند.

## تاریخ
در سال ۱۹۶۳، ژوزف گرینبرگ این گروه‌ها را به خانواده نیجر-کنگو افزود و پیشنهادی برای ایجاد خانواده نیجر-کردفانی ارائه کرد. با این وجود ثابت نشده‌است که زبان‌های کردفانی با یکدیگر نسبت به سایر شاخه‌های نیجر-کنگو رابطه نزدیکتری دارند و یک گروه معتبر را تشکیل می‌دهند. امروزه زبان‌های مادو از خانواده نیجر-کنگو حذف شده‌اند و در نیلوصحرایی قرار می‌گیرند.